# La prigioniera del deserto
La prigioniera del deserto (La captive du désert) è un film del 1990 diretto da Raymond Depardon.
Fu presentato in concorso al Festival di Cannes 1990.